# IC 4473/2
IC 4473/2 је спирална галаксија у сазвијежђу Волар која се налази на листи објеката дубоког неба у Индекс каталогу.
Деклинација објекта је + 15° 51' 39" а ректасцензија 14h 37m 54,4s. Привидна величина (магнитуда) објекта IC 4473 износи 14,7 а фотографска магнитуда 15,5. IC 44732 је још познат и под ознакама MCG 3-37-27, CGCG 104-52, VV 732.